# Neaeromya floridana
Neaeromya floridana är en musselart som först beskrevs av Dall 1899.  Neaeromya floridana ingår i släktet Neaeromya och familjen Lasaeidae. Inga underarter finns listade i Catalogue of Life.